# Francisco de Aguilar
Francisco de Aguilar o Alonso de Aguilar (1479-1571) fue un soldado conquistador español que participó con Hernán Cortés en la conquista de Tenochtitlan, tuvo una encomienda localizada entre Puebla y Veracruz  en donde estableció un mesón, sin embargo  se vio obligado a vender sus bienes, para posteriormente ingresar a la orden de santo Domingo.   
Teniendo más de ochenta años de edad, los compañeros de la orden le pidieron escribir sus experiencias durante la conquista del territorio de la Nueva España; Aguilar accedió a las peticiones, y dejó clara la razón de sus textos, en la introducción de su obra:
```

```

Fray Francisco de Aguilar, fraile profeso de la orden de los predicadores, conquistador de los primeros que pasaron con Hernando Cortés a esta tierra, y de más de ochenta años cuando esto escribió a ruego e importunación de ciertos religiosos que se lo rogaron diciendo que, pues que estaba ya al cabo de la vida, les dejase escrito lo que en la conquista de esta Nueva España había pasado, y cómo se había conquistado y tomado, lo cual dijo como testigo de vista y con brevedad sin andar por ambajes y circunloquios, y si por ventura el estilo y modo de decir no fuere tan sabroso ni diere tanto contento al lector cuanto yo quisiera, contarle ha a lo menos y darle a gusto la verdad de lo que hay acerca de este negocio, la cual, como principal fin y scopo, pienso siempre que lo que aquí tocare llevar por delante, e iré poniendo lo que pasó en la toma de esta tierra por las jornadas que viniendo a su conquista veníamos haciendo..-
Relación breve de la conquista de la Nueva España, Francisco de Aguilar

Bernal Díaz del Castillo, en su obra Historia verdadera de la conquista de la Nueva España, describe a Francisco de Aguilar como un hombre rico, que vendió todo para convertirse en fraile dominico.
Francisco de Aguilar sufrió de artritis úrica, en los últimos años de su vida, pero logró terminar su obra conocida como Relación breve de la conquista de la Nueva España, la cual se conserva encuadernada con otros manuscritos en la Real Biblioteca de San Lorenzo de El Escorial.